# Salsola iljinii
Salsola iljinii är en amarantväxtart som beskrevs av Viktor Petrovitj Botjantsev. Salsola iljinii ingår i släktet sodaörter, och familjen amarantväxter. Inga underarter finns listade i Catalogue of Life.